# 呉勝利
呉 勝利（ご しょうり、1945年8月 - ）は中華人民共和国の軍人。中国共産党中央委員会委員、党中央軍事委員会委員、国家中央軍事委員会委員。中国人民解放軍海軍司令員を務めた。最終階級は海軍上将。

## 経歴
1964年8月、中国人民解放軍に入隊。
中国人民解放軍測絵学院海測学部卒業。海軍駆逐艦第6支隊支隊長、福建基地参謀長、海軍大連艦艇学院院長、海軍福建基地司令員、東海艦隊副司令員、南海艦隊司令員兼広州軍区副司令員などを歴任。
1994年、海軍少将に昇格。
2003年、海軍中将に昇格。
2004年7月、副総参謀長に任命。2006年8月、中国人民解放軍海軍司令員。2007年7月、海軍上将に昇格。
2008年3月16日、第11期全国人民代表大会第1回会議において中華人民共和国中央軍事委員会委員に選出。
2013年3月15日、第12期全人代第1回会議において国家中央軍事委員会委員に再任された。
2017年1月、海軍司令員を退任した。
中国共産党第17、18期中央委員会委員。
2017年9月、規律違反の疑いにより共産党規律検査部門の調査を受けていることが判かった、とされていたが、同年10月には無事引退と報道された。